# Jakub Waydowicz
Jakub Waydowicz (ur. 1791 we Lwowie, zm. 1850 w Jarosławiu) – proboszcz Jarosławski.

## Życiorys
Studiował we Lwowie. Od czasu uzyskania święceń kapłańskich (1806) do 1816 roku pracował w Wiązownicy, a w latach 1816–1818 był proboszczem w Krzemienicy. W 1818 przybył do Jarosławia i objął posadę wikarego przy tutejszej parafii. 10 stycznia 1830 został mianowany proboszczem tejże parafii. W 1835 podjął próbę odzyskania placu przykościelnego przy dawnej kolegiacie. Zgodnie z zarządzeniem z 5 listopada 1841 przysługiwało mu prawo uwalnia ubogich od opłat pogrzebowych. W 1845 roku Magistrat Jarosławia zwrócił się do niego w sprawie poszerzenia pól grzebalnych. Od 1818 roku aż do śmierci był radnym Rady miasta i członkiem komisji sanitarnej.